# フルーメリ
フルーメリ（伊: Flumeri）は、イタリア共和国カンパニア州アヴェッリーノ県にある、人口約2,900人の基礎自治体（コムーネ）。

## 地理

### 位置・広がり

#### 隣接コムーネ
隣接するコムーネは以下の通り。
- アリアーノ・イルピーノ
- カステル・バロニーア
- フリジェント
- グロッタミナルダ
- サン・ニコーラ・バロニーア
- サン・ソッシオ・バロニーア
- ストゥルノ
- ヴィッラノーヴァ・デル・バッティスタ
- ツンゴリ

## 行政

### 分離集落
フルーメリには、以下の分離集落（フラツィオーネ）がある。
- Arcolento, Candelaro, Corridoio, Corvarana, Difesa, Laghi-Valle, Lagni, Murge, Pastinelli, Pilone, San Pietro, San Vito, Scampata, Tierzi, Tre Torri